# Lima (herramienta)

Geometría de las limas.

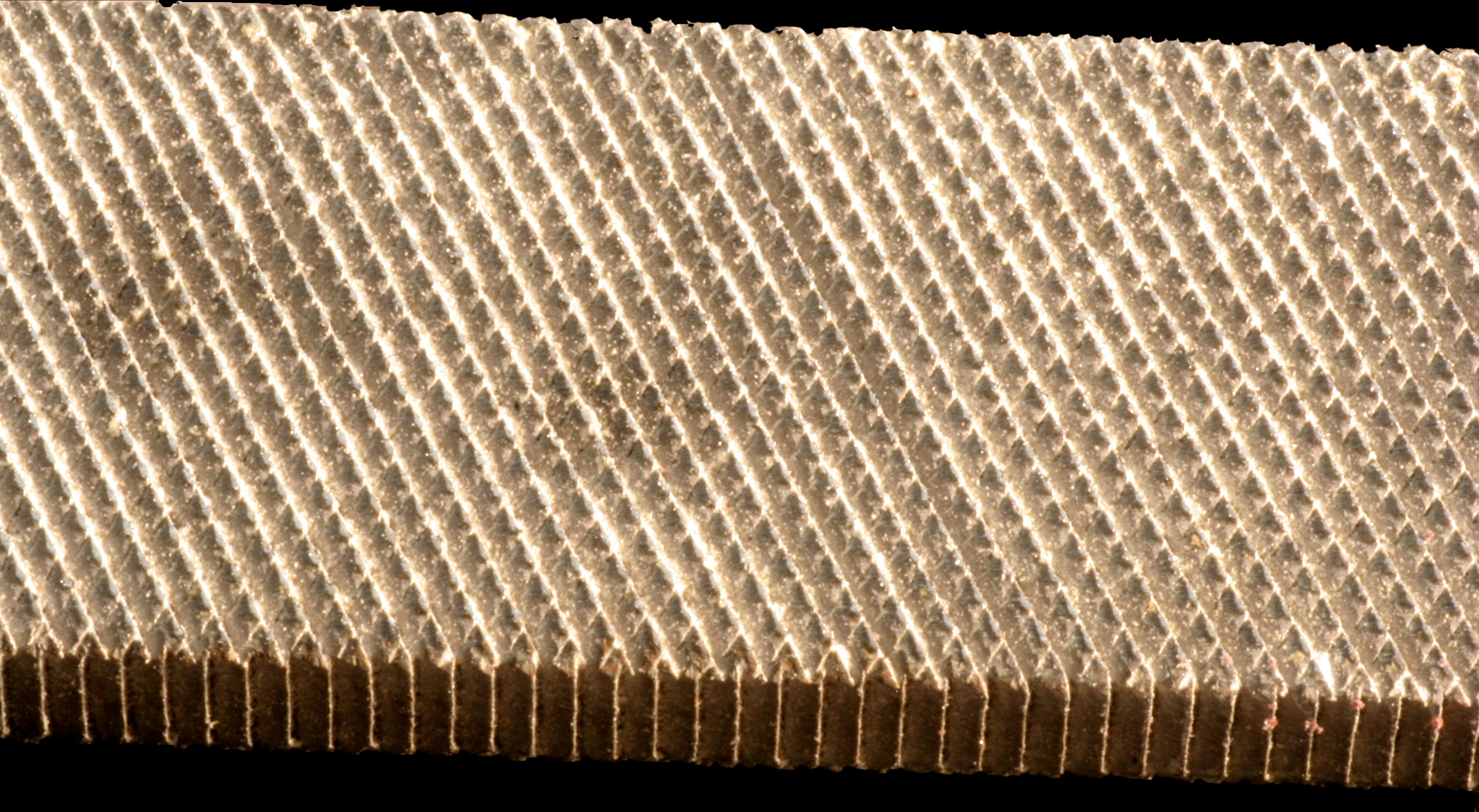
Detalle de los dientes de una lima.

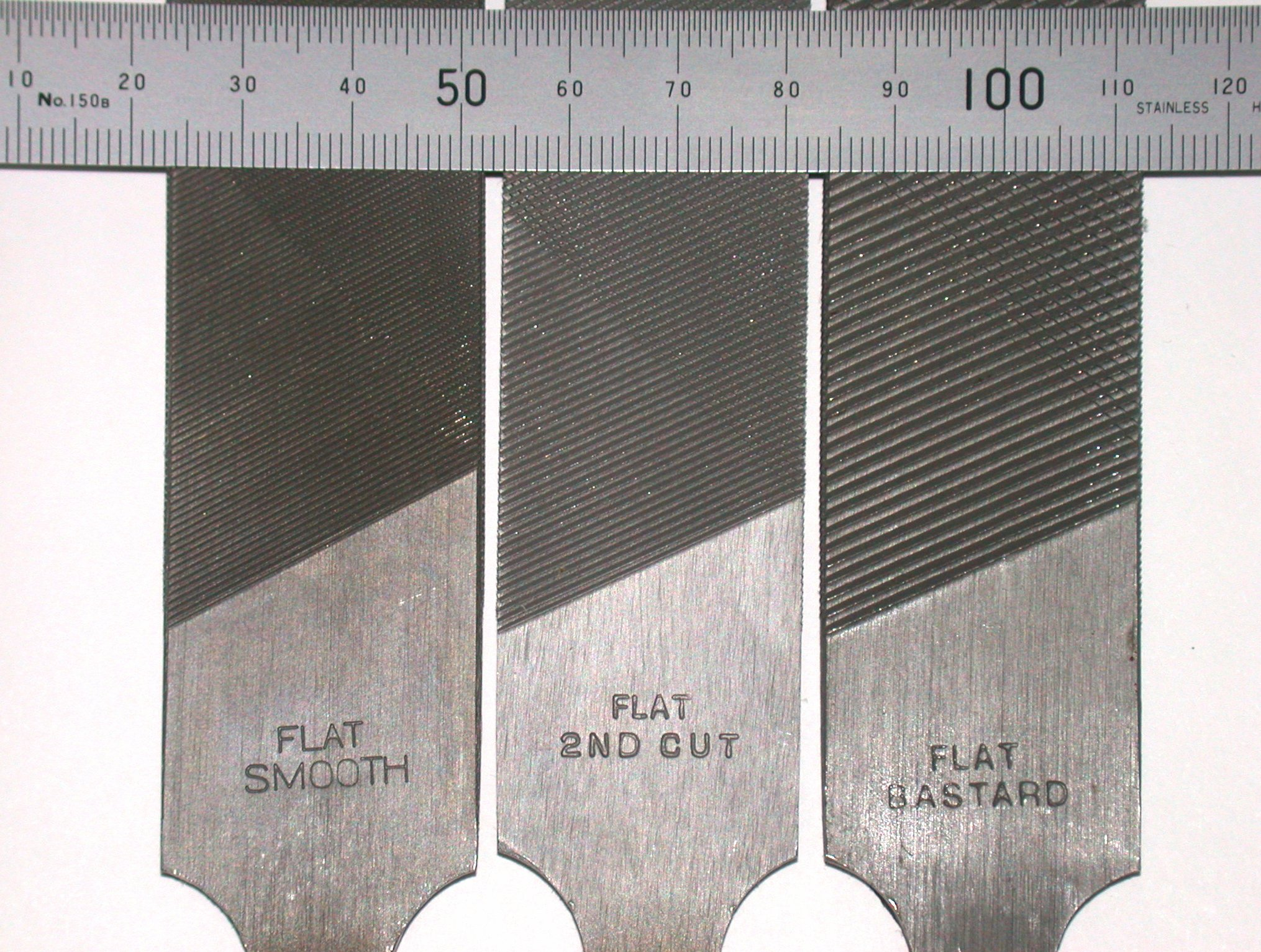
Varios tipos de limas.

La lima (también limatón) es una herramienta manual utilizada para el desgaste y afinado de piezas de distintos materiales como el metal, el plástico o la madera. Está formada por una barra de acero al carbono templado (llamada caña de corte) que posee unas ranuras llamadas dientes y que en la parte posterior está equipada con una empuñadura o mango.

## Historia

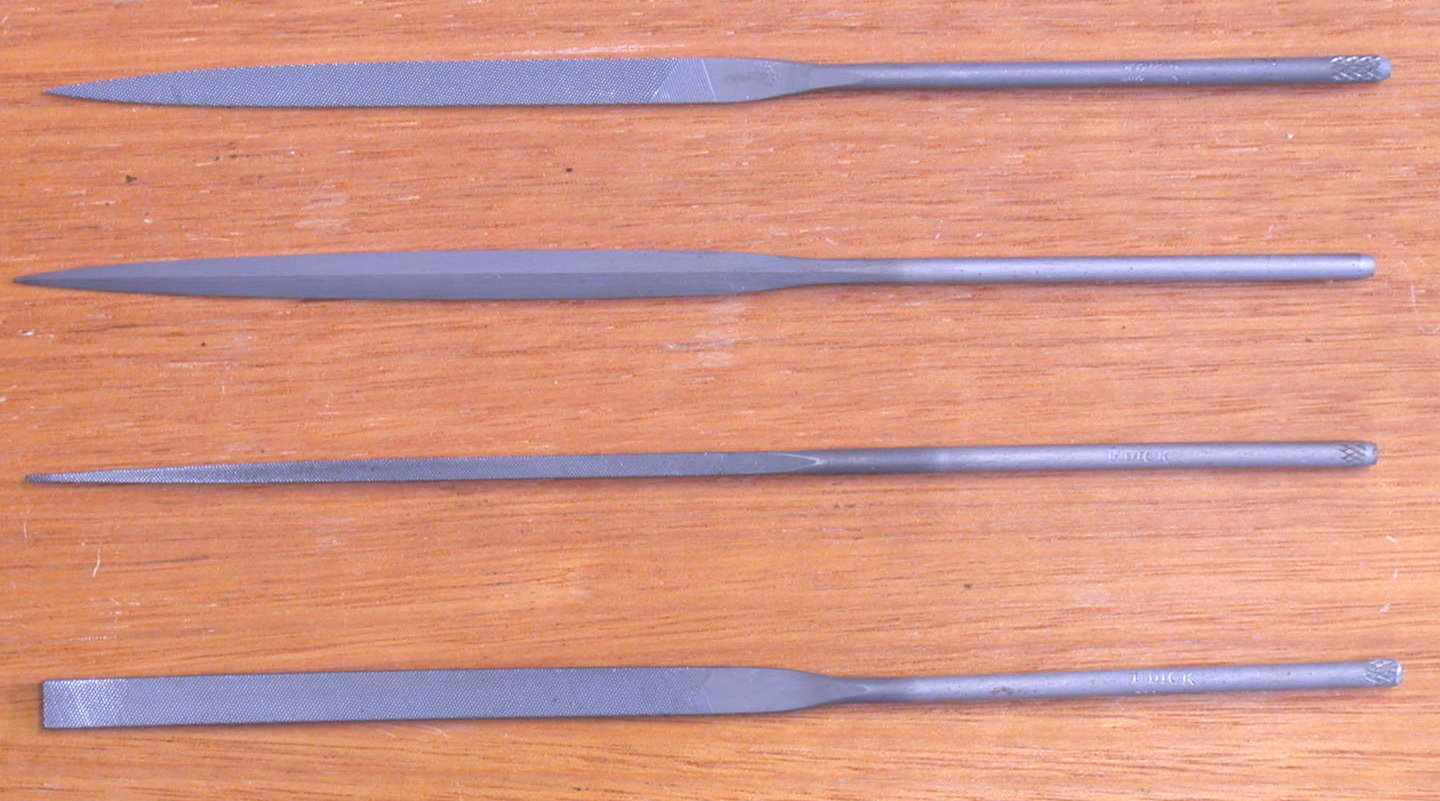
Limas de aguja.

El uso de las limas se remonta a los inicios de la historia de la humanidad, existiendo indicios de haber sido la primera herramienta de corte inventada por los hombres. 
La lima metálica más antigua que se tiene conocimiento fue encontrada en la isla de Creta en el mar Mediterráneo por una expedición arqueológica de la Universidad de Pensilvania. Se estima que fue fabricada en el siglo XVI a. C.
Los arqueólogos han descubierto en Egipto escofinas hechas de bronce que datan de los años 1200 a 1000 a. C.
También han descubierto escofinas hechas de hierro usadas por los asirios del siglo VII a. C.

## Características
Según la longitud de la caña de corte las limas pueden tener distintos tamaños, que normalmente se  expresan en pulgadas, existiendo un baremo de tres a catorce pulgadas.
También el granulado de las limas varía en función del trabajo o ajuste a realizar, existiendo limas de basto, entrefinas, finas y extrafinas. Relacionado con el tipo de granulado está el picado del dentado que puede ser cruzado, recto o fresado.
Cuando se trabaja con las limas es normal que los dientes queden saturados de las pequeñas partículas de metal desprendidas. En estos casos existe un cepillo (carda) con púas metálicas que sirve para la limpieza y extracción de estas partículas. Las limas deben protegerse de golpes y el mal uso porque se deterioran con facilidad.

## Tipos de limas

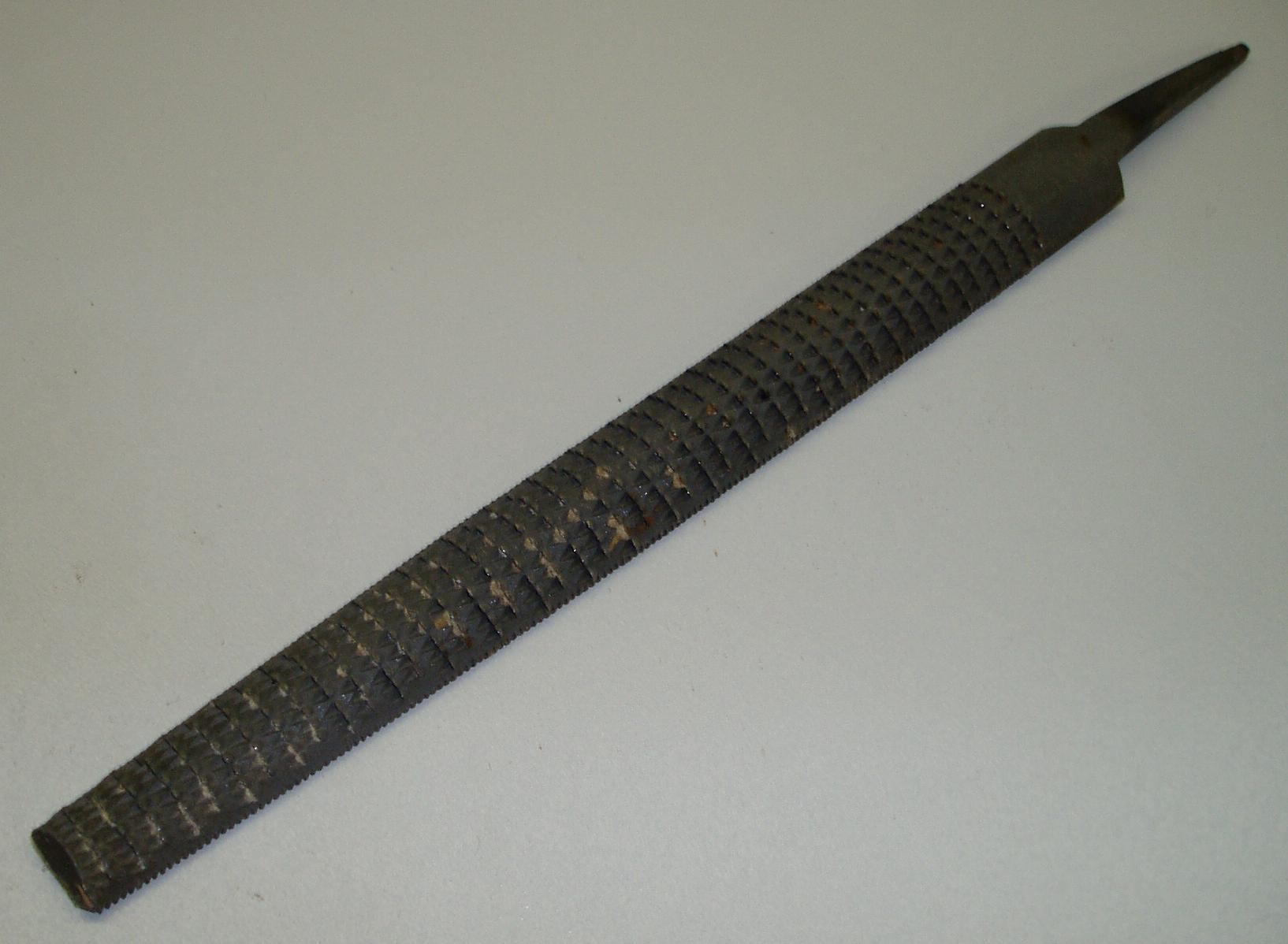
Escofina.

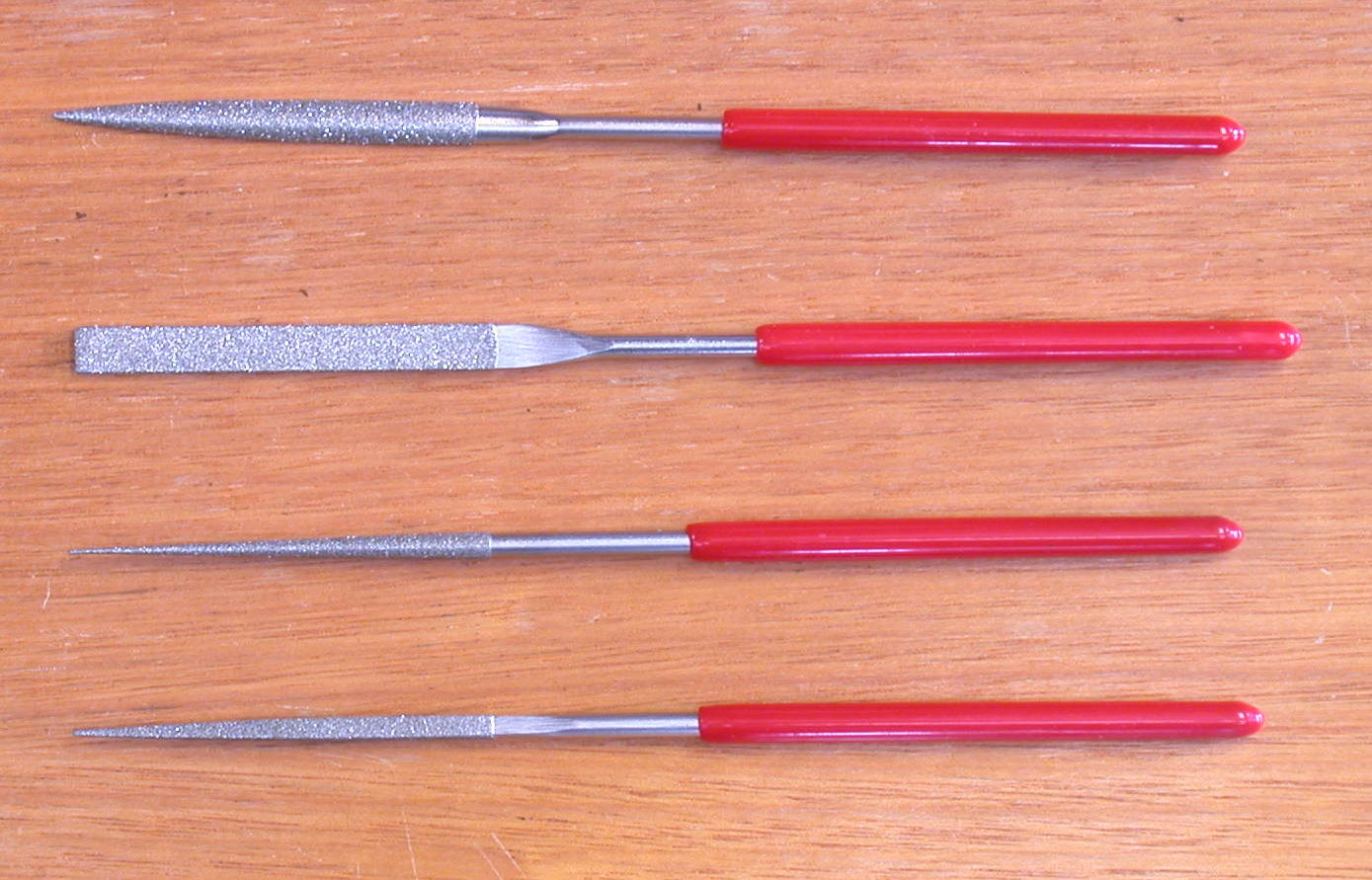
Limas impregnadas con diamante.

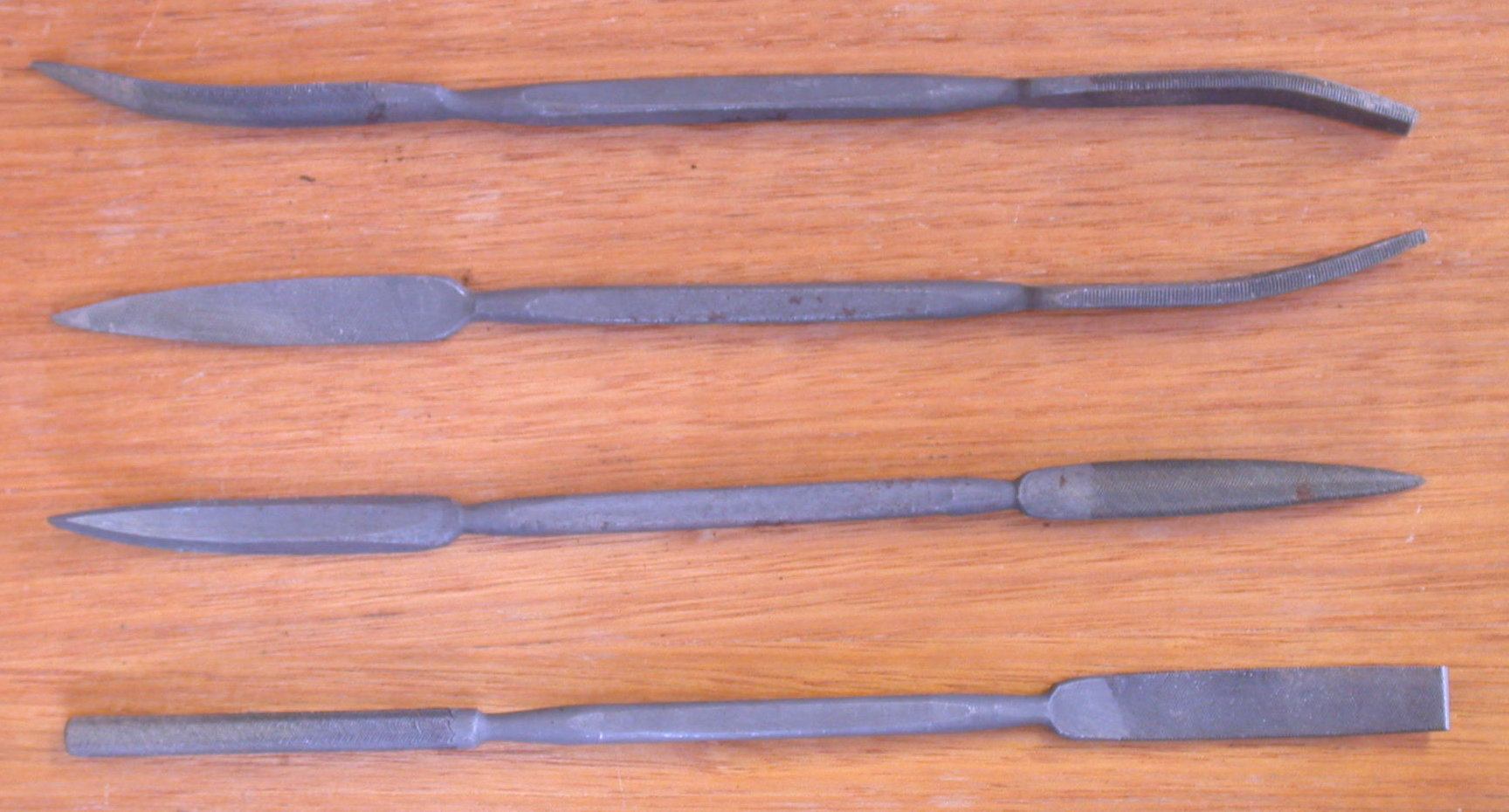
Limas curvadas de rasquete.

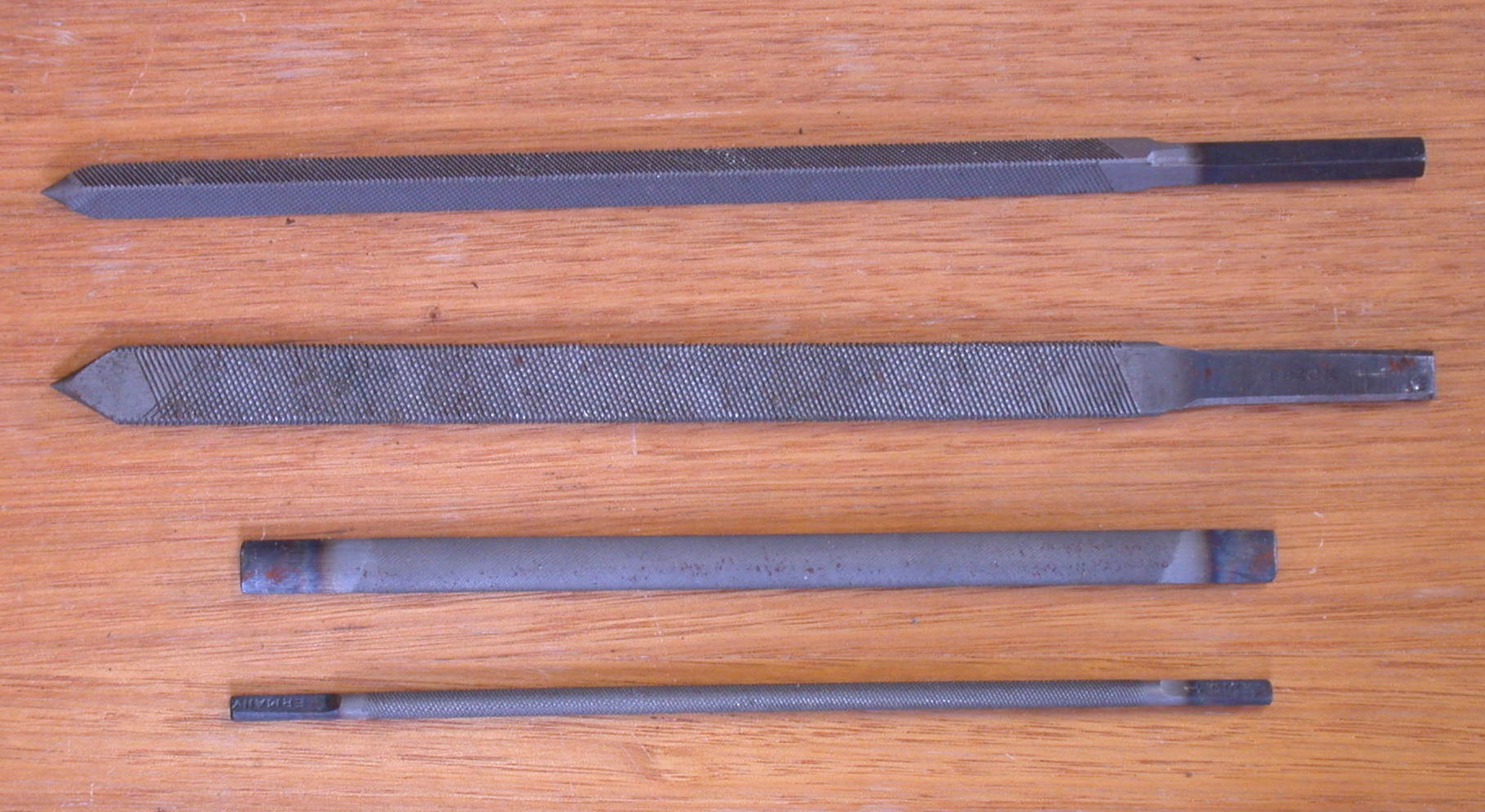
Selección de limas de máquina.

Según sus características las limas pueden clasificarse en:
- Limas para madera: también llamadas escofinas, tienen el intervalo entre dientes mayor que el de las limas bastas de metal.
- Limas para endodoncia: utilizada por odontólogos especialistas en la materia (endodoncistas).
- Limas para joyería.
- Limas especiales: tienen tamaños especiales y trabajan sobre metales endurecidos.
- Limas diamante: estas limas tienen pequeñas partículas de diamantes industriales impregnados en sus dientes y sirven para afinar materiales extremadamente duros, como piedras, cristal, acero o carburo endurecido donde no sería posible hacerlo con las limas normales.
- Limas de aguja o limas de relojero: son las más pequeñas que se fabrican y se suministran en un estuche con las diferentes formas que existen. Se utilizan cuando el acabado superficial es extremadamente fino y preciso.
- Limas curvadas: de tamaño mediano, se utilizan en zonas poco accesibles. Son de uso frecuente en la fabricación de moldes para plásticos. En algunas zonas de España son conocidas como limas de rasquete. También son conocidas como limas de raspar.
- Limas de máquina: se acoplan a máquinas limadoras y actúan de forma similar a como lo hacen las sierras, es decir trabajan cuando van hacia adelante y van de vacío hacia atrás. Están montadas de forma vertical en la máquina en medio de una mesa donde se coloca y fija la pieza que hay que pulir o afinar.
- Limas para metal: de diversas formas y granulado. Si se hace una división según su sección existen:
  - Limas planas: tienen el mismo ancho en toda su longitud o la punta ligeramente convergente. Pueden tener superficies de corte por ambas caras o los cantos, o sin corte en los cantos, es decir lisos, y que permiten trabajar en rincones en los que interesa actuar tan solo sobre un lado y respetar el otro.
  - Limas de mediacaña:[2] tienen una cara plana y otra redondeada, con una menor anchura en la parte de la punta. Se pueden utilizar tanto para superficies planas como para rebajar asperezas y resaltes importantes o para trabajar en el interior de agujeros de radio relativamente grande.
  - Limas redondas: se usan para pulir o ajustar agujeros redondos o espacios.
  - Limas triangulares: sirven para ajustar ángulos entrantes e inferiores a 90°. Pueden sustituir a las limas planas.
  - Limas cuadradas: se utilizan para mecanizar chaveteros o agujeros cuadrados.